# Sauerland-Waldroute
Die Sauerland-Waldroute ist ein 240 km langer Wanderweg im Sauerland, der die nordrhein-westfälischen Städte Iserlohn und Marsberg miteinander verbindet.
Ihre offizielle Eröffnung erfolgte am 17. Mai 2008 in Hirschberg durch Eckhard Uhlenberg (Umweltminister) und Eva Irrgang (Landrätin des Kreises Soest).

## Verlauf
Die Sauerland-Waldroute teilt sich in einen Strecken- und in einen daran anschließenden Rundweg auf und berührt oder durchläuft dabei diese Städte und Gemeinden: Der Streckenweg führt vom in Iserlohn nahe der Parkhalle gelegenen Startpunkt (Abzweig Langguthstraße von Südstraße; ca. 277 m) über Hemer, Balve, Sundern, Arnsberg und Möhnesee nach Warstein, wo er direkt auf den südlich der Stadt nahe der Warsteiner Brauerei liegenden Endpunkt (Abzweig Wideystraße von Im Waldpark; ca. 366 m Höhe) des Rundweges trifft. Der Rundweg verläuft von Warstein über Rüthen, Büren, Brilon (mit den dortigen Almequellen), Bad Wünnenberg, Marsberg, Diemelsee, Brilon, Olsberg und Bestwig nach Meschede und dann wieder zurück nach Warstein. Da der Weg Iserlohn mit Marsberg verbindet, wird ab Warstein bezüglich des Rundwegs jedoch von einer Nord- und Südschleife, die nach Marsberg führen, gesprochen.

## Etappen und Erlebnispunkte
Die Gesamtstrecke der Sauerland-Waldroute (mit Nord- und Südschleife) ist in 16 Etappen aufgeteilt, die unterschiedliche Längen zwischen 5,4 km und 21,7 km haben. Ergänzt wird die Route durch zahlreiche Zu- und Rundwege.
Entlang des Wanderweges gibt es mehrere Erlebnispunkte: die „Waldroutensagen“ zwischen Iserlohn und Balve, den Walderlebnis Biberpfad bei Rüthen, den Aussichtsturm Lörmecke-Turm bei Warstein, den Klangwald und den Möhneseeturm nahe dem Möhnesee (alle drei im Naturpark Arnsberger Wald) und den Kyrillwald am Sorpesee.

## Wegzeichen
Als Wegzeichen dient dem Hauptweg der Sauerland-Waldroute ein weißes „W“ auf hellgrünem Quadrat – näherungsweise in dieser Form:  𝑊 . Zuwege und Rundwege haben als Wegzeichen ein grünes „W“ auf weißem Quadrat mit grünem Rahmen – näherungsweise in dieser Form:  𝑊 .